# Giuseppe Duprà
Giuseppe Duprà (1703-1784) foi um pintor italiano nascido em Turim, ativo no século XVIII.
Particularmente ativo na cidade de Turim com seu irmão mais velho Domenico, Giuseppe Duprà estudou em Roma, em sua juventude, como um discípulo do pintor proto- neoclássico Marco Benefial, a partir de 1750, começou a pintar a serviço do rei Carlos Emmanuel III na capital piemontesa, recomendado pelo entusiasta da arte o cardeal romano Alessandro Albani.
Em colaboração com o seu irmão, ele criou retratos e obras voltadas não só para a Casa de Saboia, mas para as famílias mais importantes da realeza: obras foram comissionadas de Paris, Madrid, Áustria e Baviera.
Entre suas obras, estão sete retratos de princesas saboianas preservados hoje no Palazzina Di Caccia de Stupinigi, várias sobreportas decorativas para a residência de Venaria e uma grande pintura representando a família de Vitor Amadeu III, no Palácio Real de Turim.
Duprà morreu em Turim já em idade avançada, em 1784.